# 貝塚市立ドローン・クリケットフィールド
貝塚市立ドローン・クリケットフィールド（かいづかしりつドローン・クリケットフィールド）は、大阪府貝塚市にある競技場。
関西・大阪で最大級のドローン（無人航空機）屋外飛行場であり、西日本最大級のクリケットの競技場として、貝塚市が施設を運営。
全体面積約7 haを人口集中地区（DID区域）外の飛行エリアとしている。通常は有料で貸し出されているが、月に2回無料一般開放日が設けられている。
ドローン練習場やクリケットの競技場としての活用のほか、スポーツやピクニックなど多様な目的で利用することができる。
フィールドの貸し出しのほか、隣接地にある研修施設の貸し出しも行っている。

## 概要
2011年（平成23年）より貝塚市が整備を進めている「せんごくの杜」の防災・交流エリアに位置する。
「せんごくの杜」の防災・交流エリアおよび北西に隣接する貝塚市立第四中学校は、1939年（昭和14年）に傷痍軍人大阪療養所として開設され、1970年（昭和45年）に廃止された国立療養所近畿中央病院貝塚分院の跡地にあたる。その後大阪市貝塚ピクニックセンターとなったが、2003年（平成15年）に閉鎖された。
2017年（平成29年）3月、貝塚市は「せんごくの杜」のピクニックセンターエリアを防災・交流エリアに変更し、防災拠点機能を備えた防災運動広場を整備。万一の災害の際に、自衛隊や消防、警察などがすぐにヘリコプターで駆けつけられる防災拠点として、陸上自衛隊第3施設大隊の造成工事により整備された。
2018年（平成30年）3月、平時にも活用できる「貝塚市立ドローンフィールド」としてオープン。ドローンの飛行練習や、測量等の実技講習を行える場として貸し出しを開始。同年5月、ドローン測量教育研究機構（DSERO）と共同で写真測量用の検定設備を設置。
その後、広場内に約12,000平方メートルの天然芝、西日本初となるクリケットの人工芝の常設ピッチを備える本格的フィールドを整備し、2020年（令和2年）10月、「貝塚市立ドローン・クリケットフィールド」に名称変更。
2021年（令和3年）2月、地方自治体で初のレーザードローン検定施設を開業。ドローンに搭載したレーザー測量機器の精度試験ができる常設の検定施設をオープン。同年9月、全国初の女性パイロットナンバーワンを決める屋外5インチドローンレースを開催。

## 施設概要
住所：貝塚市橋本1517
フィールド
約12,000 m2（100 m×120 m）の天然芝
敷地内に約30台の駐車場とトイレ完備
管理棟
広さ54 m2（約10人収容可能）、冷暖房完備、コンセントあり、トイレ併設
研修施設
広さ78 m2（約30名収容可能）、駐車場 250台駐車可能、冷暖房完備、ホワイトボード使用可、コンセントあり、トイレ併設

## 利用料金等
利用日
年末年始（12月29日から1月3日）と一般開放日を除く日
申込日
使用予定日の属する月の3カ月前の1日から
（申請者又は申請団体が市外在住・在所の場合は、使用予定期日の属する月の2カ月前の1日から）
申込方法
貝塚市スポーツ施設予約システムから。（利用者登録が必要）
| 時間                                 | フィールド | 研修施設 |
| ------------------------------------ | ---------- | -------- |
| 09:00 - 12:30                        | 15,000円   | 1,000円  |
| 12:30 - 17:00                        | 20,000円   | 1,200円  |
| 1時間ごと                            | 4,500円    | 300円    |
| 「貝塚市スポーツ予約システム」による |            |          |

### 無料一般開放日
無料開放日時
毎月第2土曜日とその翌日午前9時 - 午後5時

### 禁止行為
- スパイクの使用、ゴルフ、バイクや車の乗り入れなど芝生を傷める可能性のある行為
- 他の利用者に危害や迷惑をかける可能性のある行為（競技会などの催しによる独占利用、硬球・バット・ドローンの使用、ペットのリードを外すなど）
- 火気の使用

## 開催された主なイベント・大会
- 2020年10月4日：クリケットジャパンカップ関西大会決勝戦 - 貝塚カップ -
- 2021年
  - 9月23日：KAIZUKA Glowing DRONE CUP（ドローンレース）
  - 10月23日：クリケットジャパンカップ関西大会決勝戦 - 貝塚カップ2021 -

## アクセス
車でのアクセス
- 関西空港から車で約25分
- 阪神高速4号湾岸線・阪和自動車道「貝塚IC」から車で約10分

公共交通機関でのアクセス
- JR阪和線「和泉橋本駅」から徒歩約20分
- 水間鉄道「名越駅」から徒歩約15分